# Montegranaro
Montegranaro – miejscowość i gmina we Włoszech, w regionie Marche, w prowincji Fermo.
Według danych na styczeń 2009 gminę zamieszkiwało 13 358 osób przy gęstości zaludnienia 427,5 os./1 km².